# جيرون تيسيلار
جيرون تيسيلار (بالهولندية: Jeroen Tesselaar)‏ (16 يناير 1989 في هولندا - ) هو لاعب كرة قدم هولندي في مركز الدفاع. لعب مع إي زد ألكمار ودي غرافشاب ونادي سانت ميرين ونادي كيلمارنوك ونادي تلستار ‏.

## وصلات خارجية
- جيرون تيسيلار على موقع قاعدة بيانات كرة القدم.إي يو (الإنجليزية)
- جيرون تيسيلار على موقع Soccerbase.com (لاعب) (الإنجليزية)
- جيرون تيسيلار على موقع Soccerway.com (الإنجليزية)
- جيرون تيسيلار على موقع عالم كرة القدم.نت (الإنجليزية)